# Рыжов, Иван Петрович
Ива́н Петро́вич Рыжо́в (25 января 1913, Зелёная Слобода, Московская губерния — 15 марта 2004, Москва) — советский и российский актёр театра и кино. Народный артист РСФСР (1980).

## Биография
Родился 12 (25) января 1913 года в селе Зелёная Слобода Московской губернии (ныне Раменского района) в крестьянской семье. В юности работал в колхозе, дослужился до должности бригадира. Одновременно выступал в любительском театре. Увлёкшись сценой, уехал поступать в Москву.
В 1935 году окончил училище при Московском театре Революции и стал актёром этого театра. В 1940 году стал актёром киностудии «Союздетфильм», с 1945 года — актёр Театра-студии киноактёра.
Снимался в кино с 1939 года (дебютировал в роли есаула Сороки в фильме «Кубанцы»). Прославился ролями простых русских мужчин, часто эпизодическими, но колоритными (всего более 300).

### Смерть
Иван Рыжов ушёл из жизни утром 15 марта 2004 года в московской больнице. По рассказам дочери, это произошло по халатности медперсонала — актёр упал и сильно порезал руку. Ему вовремя не оказали помощь, и он потерял много крови. Панихида проходила не в Доме кино, как бывало с другими известными актёрами, а в больнице имени Боткина, в которой его не стало. Там же, в маленьком храме при больнице, прошло отпевание. Проститься с актёром пришли только родственники и несколько деятелей искусства.
Похоронен актёр на Перепечинском кладбище (участок № 25, № захоронения 1630).
Жил в Москве на улице Черняховского, дом 5.

### Семья
Жена — Нина Петровна Никольская (1918—2003), дочь — Татьяна Рыжова (1948—2020).

## Признание и награды
- Заслуженный артист РСФСР (4 сентября 1974)
- Народный артист РСФСР (25 июля 1980)
- Орден Трудового Красного Знамени (30 апреля 1991) — за заслуги в развитии советского кинематографического искусства[3]
- Благодарность Президента Российской Федерации (25 декабря 1995) — в связи со 100-летием мирового и российского кинематографа за заслуги перед государством и большой вклад в отечественную культуру[4]

## Творчество

### Роли в театре
Театр-студия киноактёра (1945—1995)
- «Сказ про то, как царь Пётр арапа женил» — Гаврила Афанасьевич Ртищев, боярин

### Фильмография
1. 1939 — Кубанцы — Сорока, есаул
2. 1940 — Брат героя — шофёр Марченко
3. 1941 — Первопечатник Иван Фёдоров — юродивый
4. 1941 — Как поссорился Иван Иванович с Иваном Никифоровичем — гость на ассамблее
5. 1942 — Лесные братья — Степан Лавров
6. 1942 — Секретарь райкома — партизан
7. 1943 — Мы с Урала — Иван Дмитриевич
8. 1943 — Лермонтов — солдат
9. 1944 — Кащей Бессмертный — озорной парень
10. 1944 — Кутузов — Николай Николаевич Раевский
11. 1947 — Сельская учительница — гость Букова
12. 1947 — Сказание о земле Сибирской — дежурный на аэродроме и лесосплавщик
13. 1947 — Рядовой Александр Матросов — Федорчук, солдат, ведший протокол на партсобрании
14. 1947 — Поезд идёт на восток — пассажир в очереди у телеграфного окошка
15. 1948 — Повесть о настоящем человеке — больной в санатории
16. 1952 — Ревизор — Свистунов
17. 1953 — Вихри враждебные — солдат (нет в титрах)
18. 1953 — Случай в тайге — житель охотничьего посёлка
19. 1953 — Чук и Гек — член геологоразведочной экспедиции (нет в титрах)
20. 1954 — Море студёное — Петруха
21. 1954 — Чемпион мира — Козырев, председатель колхоза «Заря»
22. 1954 — Анна на шее — посыльный с цветами (нет в титрах)
23. 1954 — Верные друзья — зритель
24. 1955 — Земля и люди — пожарный
25. 1955 — Крушение эмирата — член президиума (нет в титрах)
26. 1955 — Матрос Чижик — матрос
27. 1956 — Илья Муромец — начальник конной стражи
28. 1956 — Долгий путь — жандарм
29. 1956 — Драгоценный подарок — опытный рыбак
30. 1956 — Крутые горки — Парамоныч
31. 1956 — Море зовёт — Василий Васильевич
32. 1957 — Дело было в Пенькове — колхозник на телеге
33. 1957 — Лично известен — проводник через финскую границу
34. 1957 — Отряд Трубачёва сражается — партизан Яков Пряник
35. 1957 — Четверо — завхоз института
36. 1958 — Тихий Дон — Харлампий Ермаков
37. 1958 — Юность наших отцов — Кубрак
38. 1959 — Всё начинается с дороги — Авдеич, член бригады дорожников
39. 1959 — Муму — Гаврила
40. 1959 — Таврия — Мокеич
41. 1960 — Алёшкина любовь — Волков
42. 1960 — Девичья весна — вахтёр на заводе
43. 1960 — Чудотворная — директор сельпо Мякишев
44. 1961 — Евдокия — Иван Егорович Шестёркин
45. 1961 — Командировка — ветеринар
46. 1962 — Бей, барабан! — директор школы
47. 1962 — Павлуха — Чуркин
48. 1962 — Монета — молочник
49. 1963 — Синяя тетрадь — крестьянин
50. 1963 — Им покоряется небо — инспектор полётов
51. 1963 — Понедельник — день тяжёлый — гардеробщик Прохоров
52. 1963 — Самый медленный поезд — старик
53. 1963 — Фитиль (эпизод «Дорогое время») — служащий конторы (нет в титрах)
54. 1963 — Юнга со шхуны «Колумб» — Стах Очерет
55. 1963 — Это случилось в милиции — отец жениха на свадьбе (нет в титрах)
56. 1964 — Ко мне, Мухтар! — Рыжов, капитан милиции
57. 1964 — Верьте мне, люди — завхоз в Большом доме на Литейном
58. 1964 — Живёт такой парень — директор базы, заведующий нефтебазой
59. 1964 — Сказка о потерянном времени — Петрович, прораб на стройке
60. 1964 — Зелёный огонёк — Василий Степанович, командированный
61. 1964 — Одиночество — Ишин
62. 1965 — Рано утром — Дмитрий Дмитриевич
63. 1966 — Весёлые расплюевские дни — дворник Пахомов
64. 1966 — Маленький беглец — Трофимыч
65. 1966 — Серая болезнь — рабочий
66. 1966 — Формула радуги — Петя, пьющий отдыхающий
67. 1967 — Разбудите Мухина! — сенатор / директор / монах / кладовщик
68. 1967 — Шестое лето — Кузьма
69. 1967 — Стюардесса — пассажир
70. 1968 — Армия «Трясогузки» снова в бою — дед Елисей
71. 1968 — Орлята Чапая — Уграй, комиссар
72. 1969 — Дорога домой — почтальон
73. 1969 — Песнь о Маншук — комбат Самойлов
74. 1969 — Угрюм-река — отец Ипат
75. 1969 — Эхо далёких снегов — Сосник
76. 1969 — Преступление и наказание — Тит Васильевич, старший красильщик
77. 1970 — Один из нас — Пантелеймон Ксенофонтович Осипов, сотрудник склада
78. 1970 — Серебряные трубы — сплавщик
79. 1970 — Украденный поезд — механик самолётов
80. 1970 — Шаг с крыши — казак Круговой
81. 1970 — О друзьях-товарищах — торговец зерном на рынке
82. 1971 — Тени исчезают в полдень — Андрон Овчинников
83. 1971 — Антрацит — Василий, дед Марченко
84. 1972 — Включите северное сияние — капитан порта
85. 1972 — Инженер Прончатов — Михаил Николаевич, старый директор
86. 1972 — Сапожки — эпизод
87. 1972 — Печки-лавочки — проводник поезда
88. 1972 — Укрощение огня — завхоз Алексеич на военном заводе
89. 1972 — Ехали в трамвае Ильф и Петров — главный редактор газеты «За рыбную ловлю»
90. 1973 — Совсем пропащий — Богс
91. 1973 — Большая перемена — начальник отделения милиции
92. 1973 — Неисправимый лгун — Сергей Степанович, старший мастер
93. 1973 — Капля в море — сварщик
94. 1973 — Облака — Захарыч
95. 1973 — Двое в пути — начальник
96. 1974 — Жребий — дядя Ваня
97. 1974 — Три дня в Москве — Пётр Семёнович Степанов, старший лейтенант милиции
98. 1974 — Романс о влюблённых — Василий Васильевич
99. 1974 — Иван да Марья — царь Евстигней XIII
100. 1974 — Калина красная — Фёдор Байкалов, отец Любы
101. 1974 — Соколово — полковник Билютин
102. 1975 — Между ночью и днём / Zwischen Nacht und Tag (ГДР) — сторож
103. 1975 — Победитель — Ефим Иванович Алексеев, портной, отец Анны
104. 1975 — Что с тобой происходит? — Пал Палыч
105. 1976 — Преступление — Иван Прокофьевич Квитко, потерпевший
106. 1976 — Дни Турбиных — лакей Фёдор
107. 1976 — Когда наступает сентябрь — генерал медицины
108. 1976 — Сказ про то, как царь Пётр арапа женил — Гаврила Афанасьевич Ртищев
109. 1976 — Солнце, снова солнце — Семён Захарович Горбов, председатель колхоза
110. 1976 — Моё дело — Сиволобов
111. 1977 — Белый Бим Чёрное ухо — Пал Титыч, председатель домкома
112. 1977 — Где ты, Багира? — Василий Кузьмич Буланов
113. 1977 — Журавль в небе — дед Колбасин
114. 1977 — Позови меня в даль светлую — дед Савва
115. 1977 — Трясина (первоначальное название «Нетипичная история») — поп
116. 1978 — Вас ожидает гражданка Никанорова — председатель колхоза Леопольд Васильевич
117. 1978 — Кот в мешке — Тимофей Петрович Тимофеев
118. 1978 — Пока безумствует мечта — Тихоныч, механик летательных аппаратов
119. 1978 — Торговка и поэт — Захар Петрович
120. 1978 — Целуются зори — Николай Иванович Воробьев
121. 1979 — Дюма на Кавказе — солдат Ерофей
122. 1979 — По следу властелина — Куфейкин
123. 1979 — Цыган — директор конезавода, отставной генерал
124. 1979 — Экипаж — дед Тамары, старый друг Тимченко
125. 1980 — Тихие троечники — дед Никифор
126. 1980 — Каждый третий — Дроздов
127. 1980 — Огарёва, 6 — портной Иван Косых
128. 1980 — Дамы приглашают кавалеров — Сурэн (озвучивание роли Г. Черчерики)
129. 1980 — Незваный друг — Пётр Кузмич Петухов
130. 1980 — Амнистия / Троянский конь — Яков Фомич, директор фабрики
131. 1981 — Отставной козы барабанщик — дед Лопата
132. 1981 — Яблоко на ладони — Штаньков, дедушка Веры
133. 1981 — Было у отца три сына — дед Настасьи
134. 1982 — Долгая дорога в дюнах — Митрий Акимыч
135. 1982 — Однолюбы — дед Лаврентий
136. 1982 — Оставить след — Иван Иванович Захарушкин
137. 1983 — Карантин — Петрович
138. 1983 — Ураган приходит неожиданно — Чакан
139. 1984 — Герой её романа — монополист гужевого извоза
140. 1984 — Зудов, вы уволены! — Пётр Степанович Шилов, председатель колхоза
141. 1984 — Тихие воды глубоки — отец Свешневых
142. 1985 — Возвращение Будулая — директор конезавода, отставной генерал Стрепетов
143. 1985 — Город невест — свидетель в ЗАГСе
144. 1985 — Дикий хмель — Иван Сидорович Дорохин
145. 1985 — Утро обречённого прииска — Гаврила Афанасьевич
146. 1986 — Скакал казак через долину — Павел Корнеевич
147. 1986 — Певучая Россия — Кузьма Егорович
148. 1987 — Байка — дед Вася
149. 1988 — Ёлки-палки! — дед
150. 1988 — Француз — сторож в саду
151. 1989 — А был ли Каротин? — нэпман Иоанн Городской
152. 1989 — Лёгкие шаги — Тулупов, бывший Дед Мороз, а ныне директор городского института Вечного Льда
153. 1991 — Крысы, или Ночная мафия — Иван Петрович
154. 1991 — Царь Иван Грозный — Мельник-колдун
155. 1992 — Преступление не будет раскрыто — дедушка
156. 1992 — Давайте без фокусов! — майор милиции
157. 1993 — Дедушка хороший, но… не говорит куда спрятал деньги — Степан Ермаков
158. 1994 — Жизнь и необычайные приключения солдата Ивана Чонкина — дед Шапкин
159. 1995 — Орёл и решка — Тимофеич
160. 1995 — Пионерка Мэри Пикфорд — Иван Петрович

### Озвучивание фильмов
1. 1961 — Вечера на хуторе близ Диканьки — атаман, которого Вакула просил взять его с собой к царице (играет Алексей Смирнов)
2. 1966 — Андрей Рублёв — старый мастер (играет Дмитрий Орловский)
3. 1970 — Бег — начальник станции (играет Александр Титов)
4. 1971 — Офицеры — старый солдат в санитарном поезде (играет Аркадий Смирнов)
5. 1971 — Достояние республики — старый капитан (играет Аркадий Трусов)
6. 1971 — Остров сокровищ — Израэль Хэндс (играет Антанас Пикялис)
7. 1972 — «Шок и Шер» — сторож в саду (играет Сералы Кожамкулов)
8. 1973 — Чиполлино — мастер Виноградинка (играет Виктор Колпаков)

### Озвучивание мультфильмов
- 1970 — Фитиль № 97: «По собственному желанию» — таксист
- 1978 — Пойга и лиса — читает текст

### Участие в рекламных роликах
- 1964 — первый советский рекламный ролик «Поющая кукуруза»[5] — весёлый повар